# Parco naturale del monte Kanla-on
Il parco naturale del monte Kanla-on è un'area naturale protetta delle Filippine situata sull'isola di Negros e istituita nel 1997 dall'allora presidente delle Filippine Gloria Arroyo.

## Territorio
Il parco tutela l'area del vulcano monte Kanla-on e i territori limitrofi delle municipalità di La Carlota, Bago, San Carlos, La Castellana, Murcia, Canlaon e Vallehermoso nelle provincie di Negros Occidental e Negros Oriental.

## Fauna

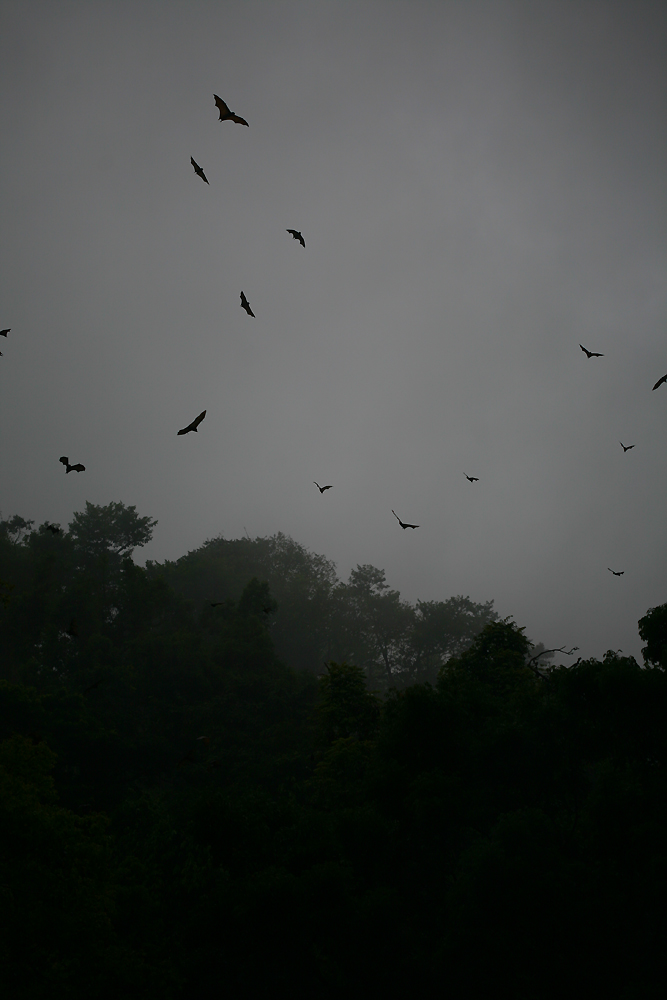
Volpi volanti (Pteropus vampyrus) in volo all'interno del parco

Il parco ospita una piccola popolazione del cinghiale dalle verruche delle Visayas (Sus cebifrons), specie in pericolo critico di estinzione. Altri mammiferi presenti sono il cervo maculato delle Visayas (Rusa alfredi) ed un nutrito contingente di pipistrelli appartenenti ad oltre 40 specie differenti fra cui la volpe volante variabile (Pteropus hypomelanus), la volpe volante dal capo dorato (Acerodon jubatus) e la volpe volante malese (Pteropus vampyrus).
Tra gli uccelli presenti nell'area vi sono numerosi endemismi tra cui il cacatua delle Filippine (Cacatua haematuropygia), il bucero testarossiccia (Rhabdotorrhinus waldeni), il bucero codarossiccia (Penelopides panini), la colomba pugnalata di Kaey (Gallicolumba keayi), la colomba frugivora di Ripley (Ptilinopus arcanus), il piccione imperiale macchiato (Ducula carola), il martin pescatore di Winchell (Todiramphus winchelli), la coracina alibianche (Coracina ostenta), il garrulo striato di Negros (Zosterornis nigrorum), il garrulo arboricolo di Negros (Dasycrotapha speciosa), il pigliamosche golabianca (Vauriella albigularis), il beccafiori delle Visayas (Dicaeum haematostictum).